# Hugo van Lawick
Hugo Arndt Rodolf baron van Lawick (Soerabaja, Nederlands-Indië, 10 april 1937 – Dar es Salaam, Tanzania, 2 juni 2002) was een Nederlandse filmmaker en telg van de adellijke familie Van Lawick. 'Spelers' in zijn films zijn de wilde dieren in Afrika en de onderzoeker van chimpansees Jane Goodall.

## Werkzaamheden
In 1956 werkte Van Lawick voor Nederlandse filmmaatschappijen in Kenia als fotograaf en cinematograaf. In 1959 ging hij voor National Geographic naar het Gombe Stream National Park in Tanzania, waar hij de opdracht kreeg om de ontdekkingen van Jane Goodall vast te leggen, die daar de apen en mensapen onderzocht. In de dertig jaar die volgden, werkte hij vanuit het tentenkamp Camp Ndutu in de Serengeti, het grote natuurreservaat in Tanzania. In de eerste twintig jaar daarvan heeft Van Lawick de levens van drie generaties chimpansees gefilmd, die Jane Goodall onderzocht. Zo waren Goodall en hij getuige van de Chimpanseeoorlog in Gombe National Park. Het onderzoek van Goodall en de films van Van Lawick hebben veel bijgedragen aan de kennis van chimpansees.

## Zijn bijdragen
Hugo van Lawick maakte in zijn leven meer dan veertig films, schreef zeven boeken en won
- acht Emmy Awards,
- de Bradford Eashburn Award (Museum of Sciences, Boston),
- George Foster Peabody 1992, voor People of the Forest: The Chimps of Gombe,
- de Orde van de Gouden Ark 1992,
- de Order of the United Republic of Tanzania (Tanzania),
- L'Ordre du Merit (Republic of Senegal),
- de North Star Award (Jules Verne Film Festival, Paris),
- de Wildscreen Trust Panda Award for Outstanding Achievement, Outstanding Achievement Award given to mark a globally significant contribution to wildlife film-making, conservation and the public’s understanding of the environment (Wildscreen 2000, Bristol).

Het Nederlands Instituut voor Beeld en Geluid heeft de collectie natuurfilms van Van Lawick overgenomen van Nature Conservation Films WW.
Beroemde films van zijn hand zijn:
- People of the Forest
- The Leopard Son
- Serengeti Symphony (1998)

## Privéleven
Van Lawick was een zoon van luitenant-ter-zee Hugo Anne Victor Raoul baron van Lawick (1909-1941) en Isabella Sophia barones van Ittersum (1913-1977) en een kleinzoon van Hugo Charles Gustav van Lawick (1882-1965). In 1964 trouwde Hugo van Lawick met de antropologe Jane Goodall (1934) en samen kregen ze een zoon. In 1974 werd het huwelijk ontbonden. In 1978 hertrouwde hij.